# Пеньонжково
Пеньонжково (пол. Pieniążkowo, нім. Pienonskowo) — село в Польщі, у гміні Ґнев Тчевського повіту Поморського воєводства.
Населення — 314 осіб (2011).
У 1975-1998 роках село належало до Гданського воєводства.

## Демографія
Демографічна структура станом на 31 березня 2011 року:
|          | Загалом | Допрацездатний вік | Працездатний вік | Постпрацездатний вік |
| -------- | ------- | ------------------ | ---------------- | -------------------- |
| Чоловіки | 147     | 34                 | 101              | 12                   |
| Жінки    | 167     | 39                 | 93               | 35                   |
| Разом    | 314     | 73                 | 194              | 47                   |